# Rubus chroosepalus
Rubus chroosepalus es una especie de planta del género Rubus, perteneciente a la familia Rosaceae.

## Taxonomía
Rubus chroosepalus fue descrita por Wilhelm Olbers Focke en 1891.

## Distribución
Se encuentra en el territorio centro-norte, centro-sur y sudeste de China, y también en Vietnam.